# Matinta
Matinta Ruiz & Maddison, 2019 è un genere di ragni appartenente alla famiglia Salticidae.

## Distribuzione
Le 18 specie sono state reperite in America meridionale: ben 13 di esse sono state rinvenute in Brasile.

## Tassonomia
Per la descrizione delle caratteristiche di questo genere sono stati esaminati gli esemplari tipo di Mago acutidens Simon, 1900.
Non sono stati esaminati esemplari di questo genere dal 2019.
Attualmente, a gennaio 2022, si compone di 18 specie:
- Matinta acutidens (Simon, 1900)[2] — Brasile, Guyana
- Matinta apophysis (Costa & Ruiz, 2017) — Brasile
- Matinta balbina (Patello & Ruiz, 2014) — Brasile
- Matinta chickeringi (Caporiacco, 1954) — Guyana francese
- Matinta delicata (Patello & Ruiz, 2014) — Brasile
- Matinta fasciata (Mello-Leitão, 1940) — Guyana
- Matinta fonsecai (Soares & Camargo, 1948) — Brasile
- Matinta furcata (Costa & Ruiz, 2017) — Ecuador
- Matinta jurutiensis (Patello & Ruiz, 2014) — Brasile
- Matinta longidens (Simon, 1900) — Brasile, Guyana francese
- Matinta mimica (Costa & Ruiz, 2017) — Ecuador
- Matinta opiparis (Simon, 1900) — Brasile
- Matinta pardo (Costa & Ruiz, 2017) — Brasile
- Matinta procax (Simon, 1900) — Perù
- Matinta saperda (Simon, 1900) — Brasile
- Matinta silvae (Crane, 1943) — Guyana, Guyana francese
- Matinta similis (Patello & Ruiz, 2014) — Brasile
- Matinta steindachneri (Taczanowski, 1878) — Perù, Brasile
- Matinta vicana (Simon, 1900) — Brasile

### Sinonimi
- Matinta pexus (Simon, 1900); posta in sinonimia con M. steindachneri (Taczanowski, 1878) a seguito di un lavoro dell'aracnologa Galiano (1968c)[1].